# Antimima aristulata
Antimima aristulata là một loài thực vật có hoa trong họ Phiên hạnh. Loài này được (Sond.) Chess. & G.F.Sm. mô tả khoa học đầu tiên năm 2001.